# Cantillac

Cantillac este o comună în departamentul Dordogne din sud-vestul Franței. În 2009 avea o populație de 189 de locuitori.

## Evoluția populației
| An        | 1975 | 1982 | 1990 | 1999 | 2006 | 2009 |
| --------- | ---- | ---- | ---- | ---- | ---- | ---- |
| Populație | 186  | 163  | 151  | 167  | 175  | 189  |